# Patrick Vervoort
Patrick Vervoort (17 de gener de 1965) és un exfutbolista belga.

## Selecció de Bèlgica
Va formar part de l'equip belga a la Copa del Món de 1986.